# Mohamed Said al-Maskary
Mohamed Said al-Maskary (arabisch محمد سيد المسكري, DMG Muḥammad Sayyid al-Maskarī; * 2. Oktober 1973) ist ein ehemaliger omanische Sprinter.

## Sportliche Laufbahn
Er trat bei den Olympischen Spielen 2000 in Sydney an. Im Wettbewerb 4-mal-100-Meter-Staffel nahm er mit den Team-Kameraden Mohamed al-Houti, Hamoud Abdallah al-Dalhami und Jahad Abdullah al-Sheikh teil. Sie schieden im Vorlauf aus. Sie liefen omanische Jahresbestzeit und kamen auf Platz 28.